# Autoba plagiopera
Autoba plagiopera là một loài bướm đêm trong họ Erebidae.